# 韋愛
韋 愛（い あい、生年不詳 - 502年）は、南朝宋から梁にかけての軍人。字は孝友。本貫は京兆郡杜陵県。

## 経歴
韋義正の子として生まれた。幼くして父を失い、母に孝事して知られた。学問を好み、交遊は少なく、人を寄せつけなかった。12歳のとき建康に遊歴したが、天子が南苑に出遊して、見物騒ぎとなっているところ、韋愛はひとり端座して読書し、釈巻を手放さなかったため、一族の者たちも不思議がった。成長すると、博学で文才があり、『周易』や『春秋左氏伝』の解釈を最も得意とした。
袁顗が雍州刺史となると、韋愛は召し出されて雍州主簿となった。母が死去すると、墓のそばに廬を建てて起居し、自ら土を背負って墳墓を作った。ときに蕭衍が雍州にいたため、そのことを聞くと弔問にやってきた。喪が明けると、韋愛は中兵参軍として蕭衍に召し出された。永元3年（501年）に蕭衍が起兵すると、韋愛は壮武将軍・冠軍南平王司馬となり、襄陽県令を兼ねた。蕭衍が東下したため、雍州の留守を狙って、魏興郡太守の顔僧都らが反乱を起こした。韋愛は郷里で兵を募集して1000人あまりを集めると、顔僧都らと始平郡の南で戦い、これを撃破して、雍州の治安を回復した。
蕭穎冑が死去し、和帝が襄陽の兵に応援を求めると、韋愛は始興王蕭憺に従って江陵に赴いた。先だって巴東郡太守の蕭璝と巴西郡太守の魯休烈が挙兵して荊州に迫っていたが、江陵に入った蕭憺が韋愛に手紙を書かせてかれらを説得すると、蕭璝はその日のうちに降伏を申し出た。
中興2年（502年）、韋愛は和帝に従って東下した。同年（天監元年）、蕭衍が帝位につき、南朝梁を建国すると、韋愛は輔国将軍の号を受けた。驍騎将軍となり、ほどなく寧蜀郡太守に任じられて、益州刺史の鄧元起とともに西上して劉季連を襲撃した。公安まで進んで、道中に病没した。衛尉卿の位を追贈された。
子の韋乾向は、驍騎将軍・征北長史・汝陰鍾離二郡太守に上った。

## 伝記資料
- 『梁書』巻12 列伝第6